# Ө

Darstellung des kyrillischen Buchstaben Ө

Das Ө, ө [⁠œ⁠] ist ein Buchstabe des kyrillischen Alphabets. Er steht in den Sprachen, die ihn verwenden, für den gerundeten halboffenen Vorderzungenvokal, wobei die Aussprache in etwa zwischen einem ‚o‘ und einem offenen ‚ö‘ liegt, ähnlich wie bspw. im Wort ‚Hölle‘ oder ‚Körner‘.

## Verwendung
Verwendet wird dieser Buchstabe in den folgenden sieben Sprachen: den Turksprachen Baschkirisch, Kasachisch, Kirgisisch und Jakutisch sowie den mongolischen Sprachen Mongolisch, Burjatisch und Kalmückisch. Im Kasachischen entspricht der Buchstabe auch der Lautfolge [wʉ].

## Zeichenkodierung
| Standard  | Standard    | Majuskel Ө                       | Minuskel ө                     |
| --------- | ----------- | -------------------------------- | ------------------------------ |
| Unicode   | Codepoint   | U+04E8                           | U+04E9                         |
| Unicode   | Name        | CYRILLIC CAPITAL LETTER BARRED O | CYRILLIC SMALL LETTER BARRED O |
| UTF-8     | UTF-8       | D3 A8                            | D3 A9                          |
| XML/XHTML | dezimal     | &#1256;                          | &#1257;                        |
| XML/XHTML | hexadezimal | &#x04E8;                         | &#x04E9;                       |

## Formale Ähnlichkeiten mit anderen Buchstaben
- dem kyrillischen Buchstaben Fita (Ѳ), der seit 1918 nicht mehr verwendet wird
- dem griechischen Buchstaben Theta (Θ)
- dem IPA-Zeichen ɵ

## Transkription und Transliteration
- in lateinischer Transkription als ö bzw. oe dargestellt
- im arabischen Alphabet als ۇ dargestellt